# Henri Verrey
Pour les articles homonymes, voir Verrey (homonymie).
Henri Verrey (1852-1928), est un architecte établi à Lausanne, dans le canton de Vaud, en Suisse. Il est le fils de Jules-Louis Verrey.

## Biographie
Henri Verrey est né à Melun le 27 avril 1852 et mort à Lausanne le 26 avril 1928. Il étudie à Lausanne, d’abord au collège Gailliard, établissement scolaire privé lié à l’Église libre vaudoise, puis à l’«École spéciale pour l’industrie, les travaux publics et les constructions civiles». Cette formation est couronnée en 1872 par un diplôme d’ingénieur. Il se rend ensuite à Dresde pour un stage chez Gottfried Semper, puis à l’École polytechnique de Stuttgart, enfin à Paris pour travailler dans l’atelier de Léon Ginain.
Rentré à Lausanne en 1876, il s’associe à son père, et reprend le bureau d’architecture à la mort de ce dernier en 1896. Souvent associé à l’architecte d’origine alsacienne Alfred Heydel (1861-1921), il est actif tout particulièrement dans le domaine de la construction d’hôtels, de sanatoria, d’hôpitaux et d’hospices, sans oublier le siège de la Banque nationale suisse à Lausanne, dans un style néobaroque. En matière d’habitat, il réalise de nombreux immeubles de rapport et des villas.
Tout comme son père, il est membre engagé de l’Église libre vaudoise, dirigeant lui aussi plus de dix constructions pour cette communauté religieuse. Son chef d’œuvre, dans ce domaine, est assurément la chapelle des Terreaux, à Lausanne (1889-1890). Il élève en outre cinq autres chapelles, à Orbe (1877), Vallorbe (1886, avec son père), Lausanne-Pontaise (1896), Romanel-sur-Lausanne (1905), Romainmôtier (1908, avec Heydel), deux chapelles-presbytères à Montet-Cudrefin (1896) et Ecublens (1898), enfin deux presbytères, à Orbe (1911) et Vallorbe (1911) .